# Amsterdam Trade Bank
Amsterdam Trade Bank N.V. (ATB) was een Nederlandse bank, voor 100% een dochter van de Russische Alfa-Bank. 

## Geschiedenis
De Amsterdam Trade Bank is in 1994 opgericht. Ze was gespecialiseerd in handelsfinanciering met Rusland en landen uit de voormalige Sovjet-Unie. De bank assisteerde Europese ondernemingen die zaken wilden doen met Rusland door middel van de relaties met het moederbedrijf de Alfa-Bank in Moskou.
De ATB viel onder het toezicht van De Nederlandsche Bank. Het moederbedrijf Alfa-Bank is de grootste particuliere commerciële bank in de Russische Federatie met meer dan 100 filialen.
Onder de merknaam FIBR trok de bank spaargeld van Nederlandse en Duitse particulieren aan, en verstrekte zakelijke leningen. ATB had een balanstotaal van ongeveer € 1 miljard en telde zo'n 20.000 rekeninghouders in beide landen. Verder waren er 26.000 inactieve rekeningen met een klein saldo.
Na het begin van de Russische invasie in Oekraïne in februari 2022 verklaarde de bank 'bedroefd' te zijn over de 'ontwikkelingen', om later alsnog de invasie te veroordelen. De namen van de commissarissen, Andrei Sokolov en Oleg Vaksman, werden in allerijl van de website verwijderd, maar waren daarmee niet uitgeschreven bij de Kamer van Koophandel.

### Faillissement
Op 22 april 2022 sprak de Rechtbank Amsterdam het faillissement van ATB uit, nadat de bank hier zelf om had gevraagd.
Volgens minister van Financiën, Kaag, is het faillissement een direct gevolg van de sanctiepakketten die door het Verenigd Koninkrijk en de Verenigde Staten zijn afgekondigd. Alfa-Bank heeft een meerderheidsbelang van 78% in ATB en een deel van de eigenaars zijn gesanctioneerde Russische natuurlijke personen. Vanwege de sancties hebben diverse dienstverleners en werknemers hun relatie met ATB beëindigd waardoor een normale bedrijfsvoering van ATB onmogelijk werd.
Het depositogarantiestelsel werd geactiveerd. Op 1 juni 2022 was reeds € 643 miljoen aan vergoedingen uitgekeerd ten laste van het Depositogarantiefonds. Dit was gelijk aan zo'n 95% van het totale gegarandeerde bedrag. Verder had 80% van de rekeninghouders het geld reeds ontvangen. Zodra het geld is overgemaakt gaat de vordering van de rekeninghouder over op het op Depositogarantiefonds die zo een deel van het geld nog kan terugkrijgen uit de boedel van ATB. Op 2 juni 2022 hebben de curatoren al een eerste uitkering gedaan waarmee € 200 miljoen is teruggevloeid in het fonds.